# Пам'ятник київській гавані
Па́м'ятник ки́ївській га́вані — пам'ятний знак, встановлений у Києві в 1900 році на честь закінчення робіт з облаштування київської гавані. Стояв на набережній Дніпра, на самому початку Спаської вулиці.
У XVIII — першій половині XIX століття тодішній київський порт був практично необладнаною і недоглянутою стоянкою суден. На той час Почайна була вже повністю замулена, тому кораблі, що прибували до Києва, змушені були шикуватися у кілька рядів вздовж правого берега Дніпра, що надзвичайно ускладнювало вантажні роботи та створювало небезпечну ситуацію. Першу спробу якось зарадити ситуації здійснили у 1850-ті роки, але через зайву заощадливість міських чиновників грошей в це вклали замало, і вони були витрачені марно.
Нарешті у 1890-х років було затверджено проєкт нового переобладнання гавані, створений інженером Миколою Максимовичем. Будівельні роботи зі спорудження нового київського порту розпочалися 24 травня 1897 року, а 25 липня (6 серпня) 1899 року гавань, що отримала ім'я імператора Миколи ІІ, була урочисто відкрита.
У 1900 році на честь закінчення робіт з облаштування гавані на набережній Дніпра було встановлено пам'ятний знак. Створений за проєктом Едуарда Брадтмана, пам'ятник мав вигляд триметрового гранітного стовпа з бронзовим російським гербом нагорі й написом на бронзовій дошці «Гавань императора Николая ІІ». Київська преса глузувала, що деякі члени думської комісії з будівництва гавані намагалися таким чином увічнити свою діяльність.
На початку 1920-х років, на хвилі боротьби з пам'ятниками монархічної доби, пам'ятник було знесено більшовиками.